# PX-L (航空機)
PX-Lは、海上自衛隊向けの対潜哨戒機の計画。本項目では、P-2Jの後継機計画について述べる。この計画では、川崎重工業がGK520として国内開発を進めていたが、結局、米ロッキード社のP-3C オライオンのライセンス生産案が採択された。

## 来歴

### 開発に至る経緯
P-2Jの量産決定直前の1967年初頭から、その開発・生産を担当する川崎重工業は、独自にP-2Jの後継機を目指して社内名称「GK520」の研究開発を開始していた。また海上幕僚監部も1968年ごろから基礎的な検討を開始しており、第3次防衛力整備計画では、昭和47年度以降で次期対潜機（PX-L）の開発に着手することを目途として、昭和45年度から所要の調査研究を行うことが計画された。ただしこれは、予算申請当初は沿岸用のS2F-1の後継となる小型哨戒機の研究計画であったものを、計画が承認されてから2年程度で、P-2Jの後継となる大型哨戒機へと方針転換したため、大蔵省からの不信感を招く結果となった。
アメリカ海軍では、1962年より哨戒機用の画期的な対潜戦システム（A-NEWシステム）の開発に着手しており、海自は国産開発する対潜機の装備としてこれを導入したいと考えて、1968年、米軍事顧問団（MAAG-J）に対して資料の提供を要請したが、1969年4月には、現時点ではこれを拒否する旨の回答があった。また1968年には、欧米各国における対潜哨戒機及び搭載載装備品等についての調査団も派遣されていた。これらの検討結果を踏まえて、海上自衛隊としては、次期対潜機は、搭載装備品を含めて日本で自主的に開発する方策について調査研究する必要があることを認識するに至った。
防衛庁は、昭和46年度で次期対潜機の国内開発に着手する決心を固め、基本設計のための予算を盛り込んだ。しかし大蔵省からは、コストの高さと必要性への疑問、また調査研究結果に対する評価不十分が指摘され、総額約18億9,000万円（うち46年度歳出分約7億6,000万円）の要求に対して技術調査研究委託費として約3億円が認められたにとどまり、基本設計着手には至らなかった。ただしこのように技術調査研究費は認められたことから、1971年9月、計画設計や研究試験、量産機価格の見通しの調査に関する技術調査研究が川崎重工業に委託された。
防衛庁は1972年に基礎設計完了、1973年（昭和48年）には実大模型を、1974年には試作機2機を制作し、1978年夏に完成という計画を立てていたが、川崎はすでに1970年には基礎設計をほぼ完了させており、1971年には実大模型の制作を行っていた。このPX-Lの運用期間は1980年代後半から2000年にかけてと想定されていた。

### 白紙還元とP-3Cの導入決定
防衛庁は、昭和47年度こそPX-Lの基本設計着手を目指したが、第4次防衛力整備計画やYX計画が未決定であることや、PX-L開発の必然性が薄弱であること、また技術調査委託の結果について更なる検討が必要であると指摘されて、またしても技術調査研究委託費のみとなった。
このように度々見送られてきたこともあって、海上幕僚監部では、同年に決定されることになっていた第4次防衛力整備計画でこそPX-Lの本格的な開発が開始されるものと期待していた。しかし4次防の閣議決定前日にあたる1972年10月9日の国防会議議員懇談会において、次期対潜機、早期警戒機等の国産化問題を白紙還元し、国防会議事務局に専門家会議を設けて検討を継続することが決定され、4次防の主要計画には電子機器等の研究開発が盛り込まれたのみとなった。
当時、海自が保有していた約120機の固定翼対潜機のうち、P2V-7は1981年、S2F-1は1983年ごろまでに耐用命数に達して全機姿を消す予定であり、またP-2Jも1975年の80機をピークとして逐次減少するものと見積られていた。これらの減耗を補充し、必要最少限度の固定翼対潜機勢力を維持するためには、次期対潜機は遅くとも1980年ないし1981年ごろまでには部隊に配備し始める必要があった。このように時間的余裕が乏しかったため、海自は専門家会議の結論が1日も早く出ることを期待していたが、結局、第1回会合は1973年8月となった。しかしこの会議の準備の一環としてアメリカ側に資料を要求したところ、1973年7月、A-NEWシステム搭載のP-3Cの対日リリースが可能であるとの連絡を受けた。同年9月には岩国航空基地においてP-3Cのデモフライトが行われ、航空集団司令官や現場の隊員などの視察団が搭乗してシステムに触れる機会があり、その性能に深い感銘を受けていた。
1974年12月には専門家会議の答申が提出されたものの、国産計画に対してはコストや実現性の点で疑義を呈し、外国機の導入に言及しつつも更なる検討を促すという玉虫色のものであった。海上幕僚監部では、上記のようにタイムリミットが迫っていることもあって、国産機ではもはや間に合わないものと判断し、1975年5月から6月にかけて防衛部副部長を派米し、P-3Cの導入についての実地調査を行った。またこれと並行して、従来から検討されてきた国産開発や現存機等の改造機に加えて、国産の機体にアメリカ製のシステムを搭載するという折衷案についても検討が進められた。特に折衷案については、カナダがP-3Cの機体にS-3Aのシステムを組み合わせたCP-140の開発を進めていたことから、日本でも同様の手法が可能ではないかと期待された。しかしアメリカ側は、P-3Cのシステムは機体とセットでなければリリースしないと表明しており、S-3Aのシステムであれば単体でリリースできるとはされたものの、これはP-3Cのシステムと比べると大きく劣ったものであった。
これらの検討を経て、1977年8月24日の庁議において、防衛庁は、昭和62年度末までにP-3C 45機をライセンス生産により取得することと、53年度予算概算要求にP-3Cの購入費用などを計上することを内定した。これらの内容は12月の国防会議において承認され、P-3Cの導入が決定された。

## 設計 (GK520)
GK520はターボファンエンジンを搭載した低翼配置の4発機で、1972年10月の時点では細部設計と一部構造の強度試験が進行していた。当時の日本ではターボファンエンジンの技術が蓄積されておらず、信頼性を重視してロールス・ロイス製またはゼネラル・エレクトリック製のエンジンを搭載する予定とした。この他にも探知機器と情報処理システムの開発が課題と見られていた。
横向きに座席が配置されていたP-3Aの戦術室乗員が痔になりやすいという話が1965年（昭和40年）に川崎を視察したアメリカ海軍武器研究所の職員から寄せられていたため、GK520の戦術室の座席配置はP-3C同様の前向きとなっている。
展示用の縮尺模型は岐阜県各務原市の中央プラザホテル・ロビーに展示されていたが、改装時に撤去された。

### 性能・諸元（計画値）
出典: 土井 1989, pp. 309–312
諸元
- 乗員: 11名
- 全長: 35.0 m (114.8 ft)
- 全高: 11.0 m (36.1 ft)
- 翼幅: 30.0 m (98.4 ft)
- 翼面積: 120.0 m2 (1,292 sq ft)
- 空虚重量: 27,220 kg (60,010 lb)
- 運用時重量: 55,000 kg (121,000 lb)
- 動力: ロールス・ロイス RB208-08[注 3] ターボファンエンジン、4,500 kgf (9,900 lbf)   × 4

性能
- 最大速度: 880 km/h (480 kn)
- 巡航速度: 741 km/h (400 kn)
- 航続距離: 6,482 km (3,500 nmi)
- 実用上昇限度: 11,000 m (36,000 ft)

武装
- 対潜魚雷×10発
- アビオニクス: 　
  - AN/APS-115 レーダー
  - ソノブイ投射器
  - 磁気探知機
  - 電波探知機

## 登場作品
『征途』
レイテ沖海戦での勝利をきっかけに分断国家となった日本を描いた架空戦記。P-3が採用された史実とは異なり、海上自衛隊に「P5E対潜哨戒機」として制式採用されて運用されている。P5E自体は作中では文章上の存在として語られるのみだが、派生型として航空自衛隊が運用するAWACS型の「E5B空中早期警戒管制機」と「E5C空中早期警戒管制機」がそれぞれ登場している。
『未解決事件』 File.05 ロッキード事件
PX-Lの設計図が番組内で放送された。